# 8929 Haginoshinji
8929 Haginoshinji è un asteroide della fascia principale. Scoperto nel 1996, presenta un'orbita caratterizzata da un semiasse maggiore pari a 2,3400003 UA e da un'eccentricità di 0,1422888, inclinata di 5,72147° rispetto all'eclittica.